# Гошів (Калуський район)
Го́шів — село в Україні, у Долинській міській громаді Калуського району Івано-Франківської області.

## Історія
1397 року Владислав, король польський, дарує своєму слузі Михайлові Волошину село Гошів. Грамота має два варіанти, написані кирилицею i латинкою. Її копія зберігається у Львівському історичному архіві.
У 1509 році вперше згадується місцевий монастир, фундамент якого розкопано влітку 2016 р.
У податковому реєстрі 1515 року в селі документується відсутність попа (отже, уже тоді була церква) і 3 лани (близько 75 га) оброблюваної землі.
У 1939 році в селі проживало 1650 мешканців (1495 українців, 10 поляків, 60 латинників, 80 євреїв і 5 німців та інших національностей).
Село газифіковане, до багатьох будинків підведена вода.
У листопаді 2014 року біля могили Січових Стрільців встановлено пам’ятний знак Небесній Сотні.
26 листопада 2023 року 9-річна Анастасія Димид, уродженка села Гошів, брала участь у 21-му дитячому пісенному конкурсі Євробачення 2023.

## Населення
Згідно з переписом УРСР 1989 року чисельність наявного населення села становила 1842 особи, з яких 902 чоловіки та 940 жінок.
За переписом населення України 2001 року в селі мешкало 1906 осіб.

### Мова
Розподіл населення за рідною мовою за даними перепису 2001 року:
| Мова            | Кількість | Відсоток |
| --------------- | --------- | -------- |
| українська      | 1879      | 99.68%   |
| російська       | 2         | 0.11%    |
| білоруська      | 1         | 0.05%    |
| єврейська       | 1         | 0.05%    |
| інші/не вказали | 2         | 0.11%    |
| Усього          | 1885      | 100%     |

## Сучасність

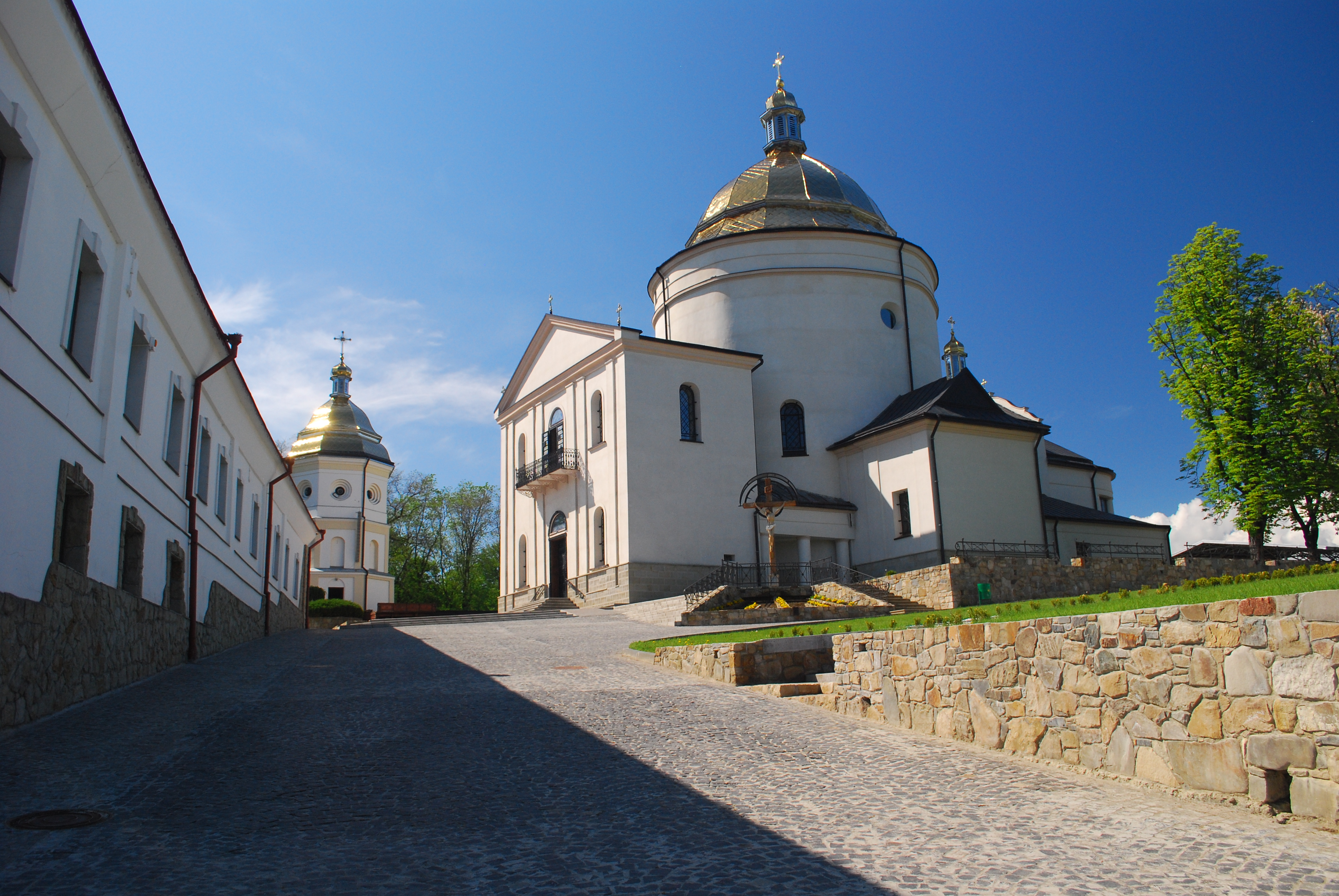
Гошівський монастир

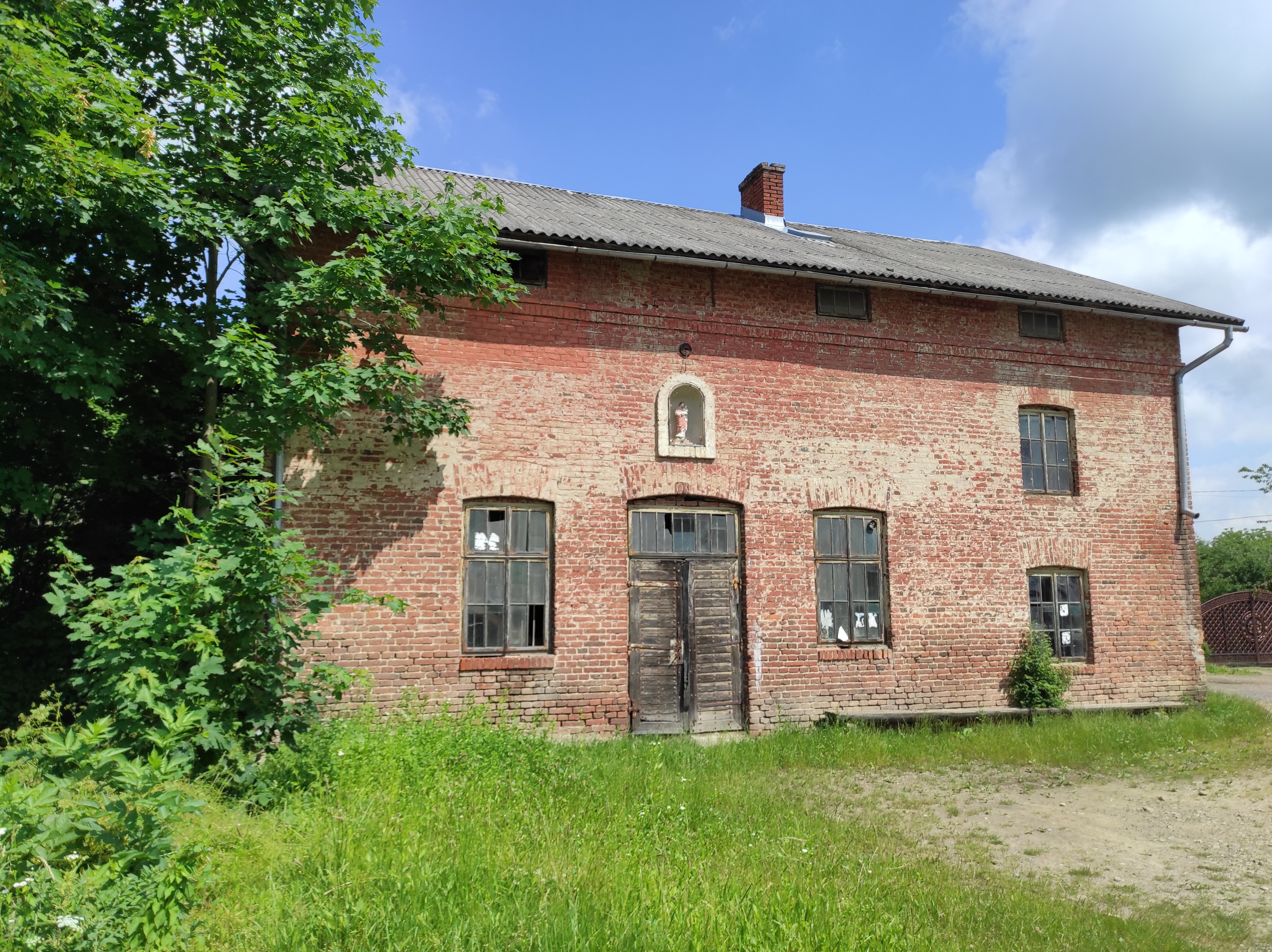
Водяний млин, Гошів,

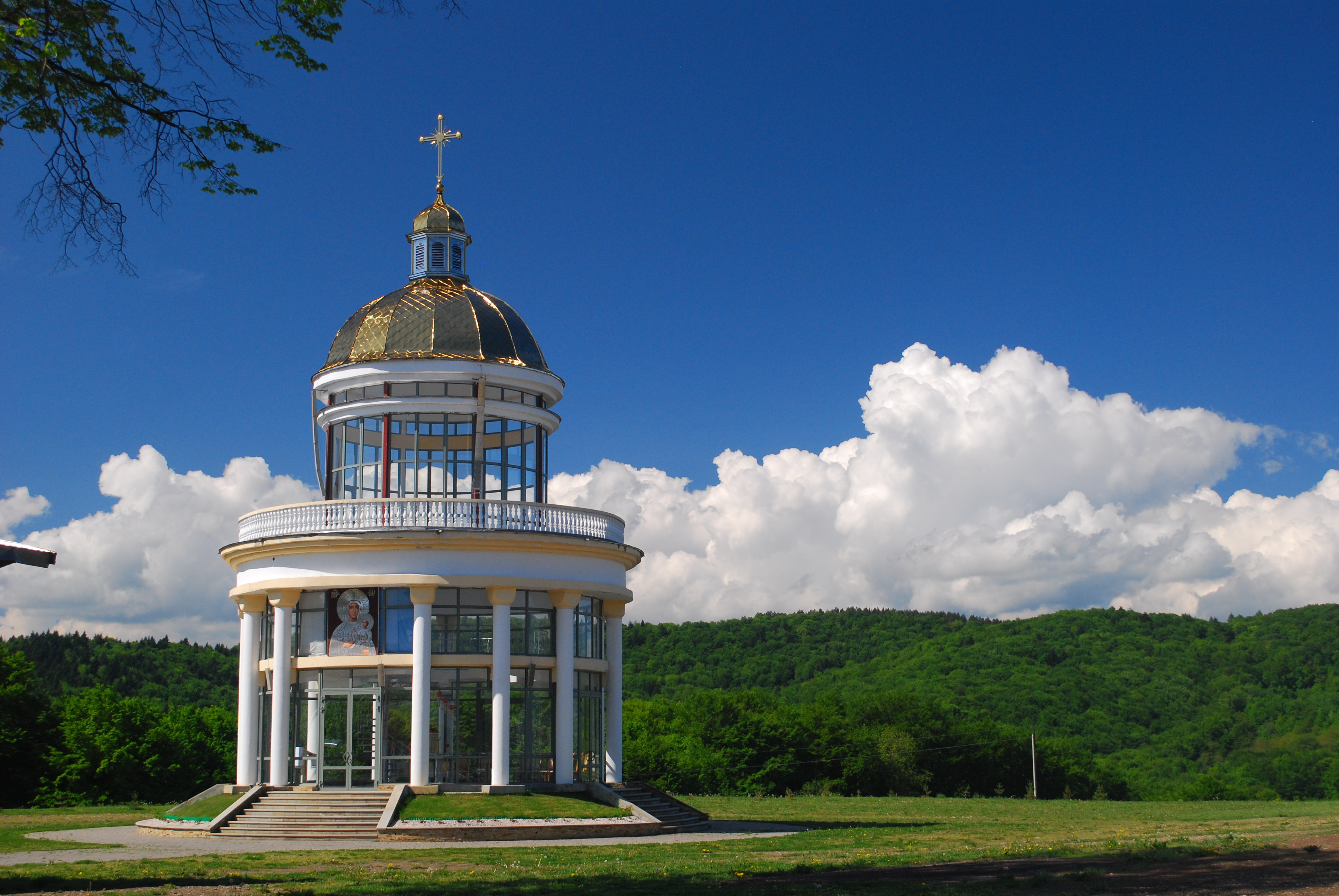
Ротонда на Ясній Горі в Гошові

Тут розташований Гошівський монастир отців Василіян і церква Преображення Господнього на Ясній Горі у с. Гошеві заснований у 1570 році. Є місцем паломництва християн з різних країн світу, які йдуть сюди, щоб помолитися чудотворній іконі Божої Матері.
20 травня 2012 року під час ювілейної ХХ молодіжної пішої прощі Стрийської єпархії до Гошівської чудотворної ікони Богородиці встановлено рекорд України — у пішому ході взяли участь 15027 осіб у вишиванках. Досягнення зафіксоване «Книгою рекордів України».
В селі зберігся водяний млин.

## Особистості
- Евстахій Шумлянський — державець села, батько Йосифа Шумлянського; записав для монастиря 3000 золотих[11]
- Гошовські — руські шляхтичі, доброчинці монастиря.
- Коралевич Михайло Антонович (1849—1924) — актор, адміністратор театру, адвокат.
- Василь Мельникович — відомий також як «Гуцул-хуліган», — український співак, музикант та композитор, який народився 29 січня 1974 року. Володар 2-х Золотих дисків, автор всесвітньовідомих пісень "Гойра вісілє", "Відвези малу на море", "Ровер то є сила".
- Михайло Мельникович (03.03.1982р.н.) (Місько Батяр) — відомий шоумен, ведучий, комік, просвітник, громадський діяч, амбасадор Бойківщини, автор та керівник проєкту "Я Бойко". Автор, сценарист проєктів "Вар'яти шоу", "Торнадо люкс", "Чорний гуцул". Керівник гумористичного проєкту "Батяри".